# Eleição municipal de Garanhuns em 2020
A eleição municipal de Garanhuns em 2020 ocorreu no dia 15 de novembro (como o município não possui 200 mil eleitores, apenas o primeiro turno foi disputado), com o objetivo de eleger um prefeito, um vice-prefeito e 17 vereadores, que serão responsáveis pela administração da cidade para o mandato a se iniciar em 1° de janeiro de 2021 e com término em 31 de dezembro de 2024. 
Sivaldo Albino, do PSB foi eleito prefeito de Garanhuns em uma disputa com outros 6 candidatos. O segundo colocado, Dr. Silvino (PTB), apoiado por Izaías Régis (que por estar no segundo mandato, não poderia disputar a reeleição), ficou 1.854 votos atrás do candidato socialista (22.198 contra 20.344). Houve ainda 2.743 votos em branco e 4.062 votos nulos, além de 19.486 abstenções.

## Contexto político e pandemia
As eleições municipais de 2020 estão sendo marcadas, antes mesmo de iniciada a campanha oficial, pela pandemia do coronavírus SARS-CoV-2 (causador da COVID-19), o que está fazendo com que os partidos remodelem suas metodologias de pré-campanha. O Tribunal Superior Eleitoral (TSE) autorizou os partidos a realizarem as convenções para escolha de candidatos aos escrutínios por meio de plataformas digitais de transmissão, para evitar aglomerações que possam proliferar o vírus. Alguns partidos recorreram a mídias digitais para lançar suas pré-candidaturas. Além disso, a partir deste pleito, será colocada em prática a Emenda Constitucional 97/2017, que proíbe a celebração de coligações partidárias para as eleições legislativas, o que pode gerar um inchaço de candidatos ao legislativo. Conforme reportagem publicada pelo jornal Brasil de Fato em 11 de fevereiro de 2020, o país poderá ultrapassar a marca de 1 milhão de candidatos a prefeito, vice-prefeito e vereador neste escrutínio, o que não seria necessariamente bom, na opinião do professor Carlos Machado, da UnB (Universidade de Brasília): “Temos o hábito de criticar de forma intensa a coligação partidária, sem parar para refletir sobre os elementos positivos dela. O número de candidatos que um partido pode apresentar numa eleição, varia se ele estiver dentro de uma coligação, porque quando os partidos participam de uma coligação, eles são considerados como um único partido", afirmou Machado na reportagem.

## Candidaturas
| Nº | Candidato          | Partido | Candidato a vice             | Cargos relevantes ou profissão                  | Coligação                                                                         |
| -- | ------------------ | ------- | ---------------------------- | ----------------------------------------------- | --------------------------------------------------------------------------------- |
| 11 | Zaqueu Lins        | PP      | Audálio Machado (MDB)        | Vereador (2009–)                                | "Garanhuns para Todos" (PP, MDB e PSL)                                            |
| 14 | Dr. Silvino        | PTB     | Haroldo Silva (Republicanos) | Médico                                          | "Garanhuns Segue mais Forte" (PTB, Republicanos, PL, PSDB, Cidadania, PODE e PMB) |
| 18 | Valter Couto       | REDE    | Carlos Wilson (REDE)         | Engenheiro                                      | Partido não coligado                                                              |
| 21 | Paulo Camelo       | PCB     | Chris (PCB)                  | Engenheiro                                      | "Nem o Passado como Era, Nem o Presente como Está" (PCB e PSOL)                   |
| 25 | Delegado João Lins | PRTB    | Dr. Dimas (PSC)              | Servidor público estadual                       | "Aliança Democrática por Garanhuns" (DEM, PSC e PRTB)                             |
| 40 | Sivaldo Albino     | PSB     | Dr. Pedro Veloso (PSB)       | Deputado estadual (2019–), Vereador (1997–2017) | "Frente Popular de Garanhuns" (PSB, PT, PDT, PSD, Avante e PCdoB)                 |
| 90 | Ronaldo Todinho    | PROS    | Gustavo Trigolo (PROS)       | Presidente municipal do PROS                    | Partido não coligado                                                              |

## Resultados

### Prefeito
| Candidato(a)           | Candidato(a)             | Vice                         | 1º turno 15 de novembro de 2020 | 1º turno 15 de novembro de 2020 |
| Candidato(a)           | Candidato(a)             | Vice                         | Total                           | Porcentagem                     |
| ---------------------- | ------------------------ | ---------------------------- | ------------------------------- | ------------------------------- |
|                        | Sivaldo Albino (PSB)     | Dr. Pedro Veloso (PSB)       | 22.198                          | 34,39%                          |
|                        | Dr. Silvino (PTB)        | Haroldo Silva (Republicanos) | 20.344                          | 31,52%                          |
|                        | Zaqueu Lins (PP)         | Audálio Machado (MDB)        | 16.489                          | 25,54%                          |
|                        | Delegado João Lins (DEM) | Dr. Dimas (PSC)              | 4.277                           | 6,63%                           |
|                        | Paulo Camelo (PCB)       | Chris (PCB)                  | 853                             | 1,32%                           |
|                        | Valter Couto (REDE)      | Carlos Wilson (REDE)         | 201                             | 0,31%                           |
|                        | Ronaldo Todinho (PROS)   | Gustavo Trigolo (PROS)       | 188                             | 0,29%                           |
| Total de votos válidos | Total de votos válidos   | Total de votos válidos       | 64.550                          | 90,46%                          |
| → Votos em branco      | → Votos em branco        | → Votos em branco            | 2.743                           | 3,84%                           |
| → Votos nulos          | → Votos nulos            | → Votos nulos                | 4.062                           | 5,69%                           |
| Total de votos         | Total de votos           | Total de votos               | 71.355                          | 100%                            |
| Abstenções             | Abstenções               | Abstenções                   | 19.486                          | 21,45%                          |
| Total de inscritos     |                          |                              |                                 |                                 |

## Vereadores eleitos
Foram eleitos 17 vereadores para compor a Câmara Municipal de Garanhuns. O PTB ampliou sua bancada para 6 vereadores (uma vaga a mais do que em 2016), que foram ainda os mais votados na eleição. O PSB, que não elegera nenhum vereador 4 anos antes, emplacou 3 vagas. Também foram eleitos candidatos de PSD, Cidadania (ambos com 2 vagas), PT, DEM e PSL (todos com um vereador eleito). Zaqueu Lins (que disputou a prefeitura),Audálio (candidato a vice-prefeito), Ary Júnior e Daniel da Saúde (ambos do PTB) não concorreram à reeleição, enquanto que Tonho de Belo do Cal (PSB), Marinho da Estiva, Alcindo Correia e Gil PM (todos do PTB) foram derrotados nas urnas.
4 mulheres foram eleitas vereadoras: Luzia da Saúde (campeã de votos em 2016) foi a única a se reeleger, enquanto Carla de Zé de Vilaço renunciou à candidatura e Betânia da Ação Social (eleita pelo PTB em 2016 e filiada ao PSB em 2020) não conseguiu um segundo mandato. Nelma Carvalho (PTB), Magda Alves (PP) e Darliane de Natalício (Cidadania) foram as outras 3 representantes da bancada feminina da Câmara Municipal.
| Candidato eleito      | Partido   | Votação | Porcentagem | Cidade onde nasceu | Unidade federativa |
| Gersinho Filho        | PTB       | 2.130   | 3,21%       | Garanhuns          | Pernambuco         |
| Professor Márcio      | PTB       | 1.842   | 2,77%       | Garanhuns          | Pernambuco         |
| Luzia da Saúde        | PTB       | 1.811   | 2,73%       | Bom Conselho       | Pernambuco         |
| Juca Viana            | PTB       | 1.406   | 2,58%       | Saloá              | Pernambuco         |
| Alcindo Correia       | PTB       | 1.406   | 2,12%       | Garanhuns          | Pernambuco         |
| Nelma Carvalho        | PTB       | 1.341   | 2,02%       | Palmeirina         | Pernambuco         |
| Luizinho Roldão       | PSB       | 1.278   | 1,92%       | Bom Conselho       | Pernambuco         |
| Magda Alves           | PP        | 1.261   | 1,90%       | Garanhuns          | Pernambuco         |
| Matheus Martins       | PSD       | 1.214   | 1,83%       | Garanhuns          | Pernambuco         |
| Bruno Taveira         | Cidadania | 1.195   | 1,80%       | Garanhuns          | Pernambuco         |
| Johny Albino          | PSB       | 1.193   | 1,80%       | Garanhuns          | Pernambuco         |
| Darliane de Natalicio | Cidadania | 1.160   | 1,75%       | Garanhuns          | Pernambuco         |
| Damásio Cardoso       | PSB       | 954     | 1,44%       | Garanhuns          | Pernambuco         |
| Fany das Manas        | PT        | 918     | 1,38%       | Garanhuns          | Pernambuco         |
| Thiago Paes           | DEM       | 856     | 1,29%       | Garanhuns          | Pernambuco         |
| Erivan Pita           | PSD       | 739     | 1,11%       | Garanhuns          | Pernambuco         |
| Bruno dos Santos      | PSL       | 496     | 0,75%       | Garanhuns          | Pernambuco         |